# صناعة السيارات في الهند

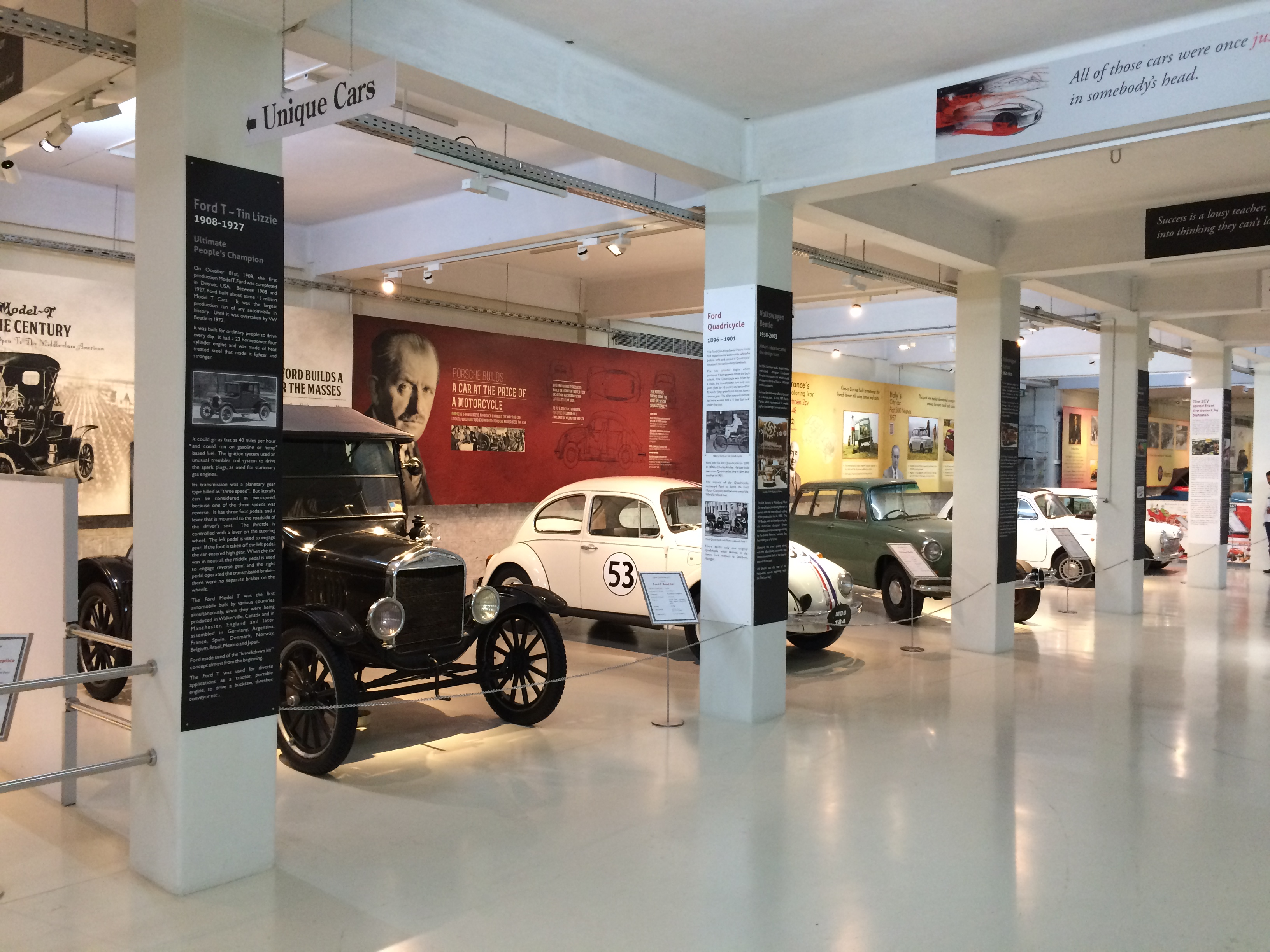
سيارات هندية في متحف.

صناعة السيارات في الهند؛ يمتلك الهند حضورًا قويًا في صناعة السيارات العالمية.

## نظرة عامة
هناك العديد من الشركات المصنعة للسيارات التي تعمل في الهند وتنتج سيارات محلية وتصديرها إلى العديد من الأسواق العالمية. الشركات الرئيسية في صناعة السيارات في الهند:
- ماروتي سوزوكي (Maruti Suzuki): تعتبر ماروتي سوزوكي الشركة الرائدة في صناعة السيارات في الهند. تشتهر بتقديم سيارات اقتصادية وذات أداء جيد. وهي شراكة بين مجموعة سوزوكي اليابانية وشركة ماروتي سوزوكي الهندية.
- هيونداي موتور الهند (Hyundai Motor India): تعد هيونداي واحدة من الشركات الرائدة في صناعة السيارات في الهند. توفر مجموعة واسعة من السيارات بمختلف الفئات والفئات السعرية.
- تاتا موتورز (Tata Motors): تعتبر تاتا موتورز واحدة من أكبر الشركات المصنعة للسيارات في الهند. تقدم سيارات ركاب وسيارات تجارية وسيارات كهربائية.
- ماهيندرا آند ماهيندرا (Mahindra & Mahindra): تختص ماهيندرا آند ماهيندرا بإنتاج سيارات رباعية الدفع وسيارات رياضية متعددة الاستخدامات (SUVs)، وتعد واحدة من أبرز الشركات المصنعة للسيارات في الهند.
- فورد الهند (Ford India).
- شيفروليه الهند (Chevrolet India).
- ماهيندرا رينو (Mahindra Renault).

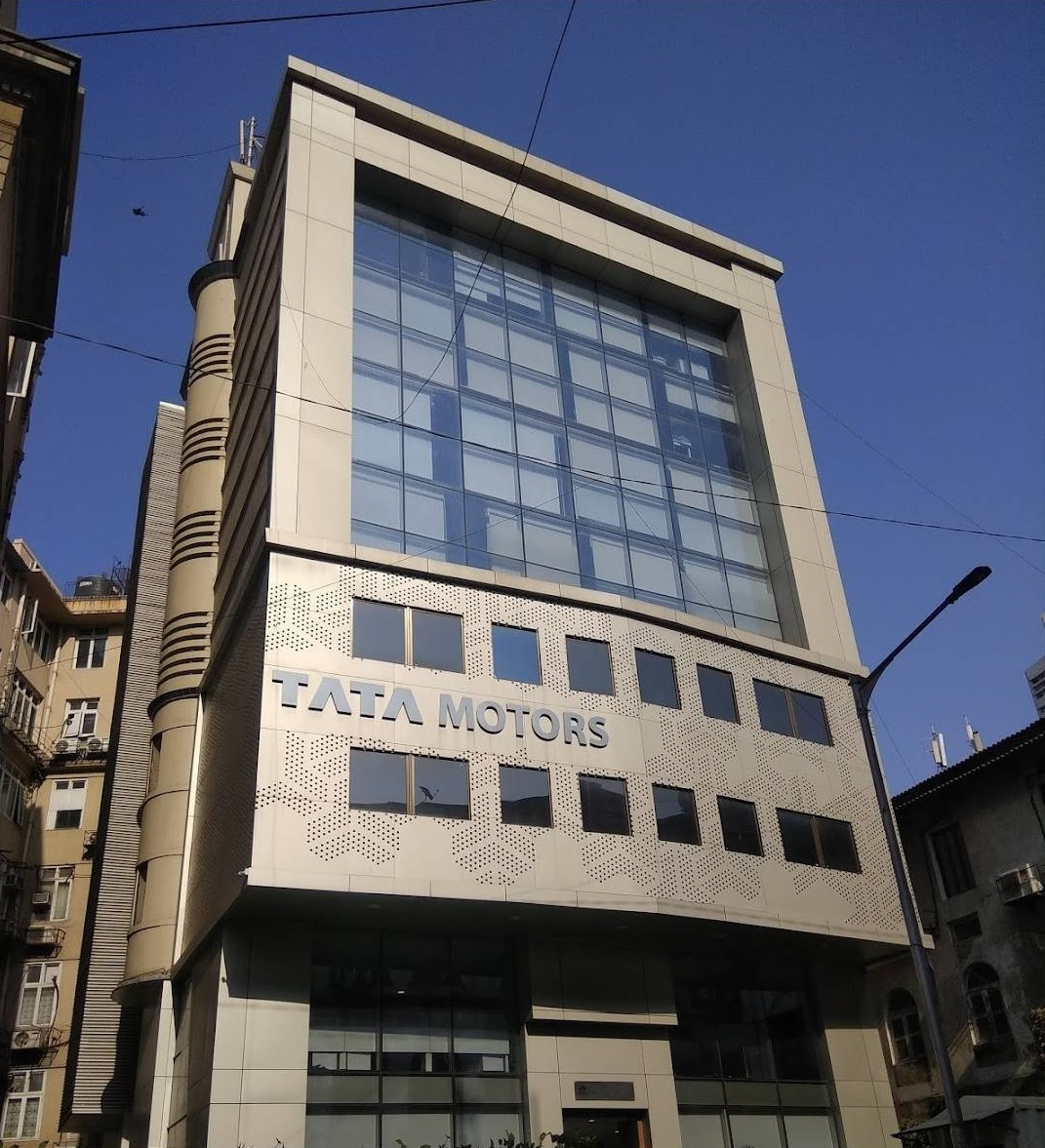
شركة تاتا موتورز الهندية للسيارات.
شعار شركة تاتا موترز للسيارات.
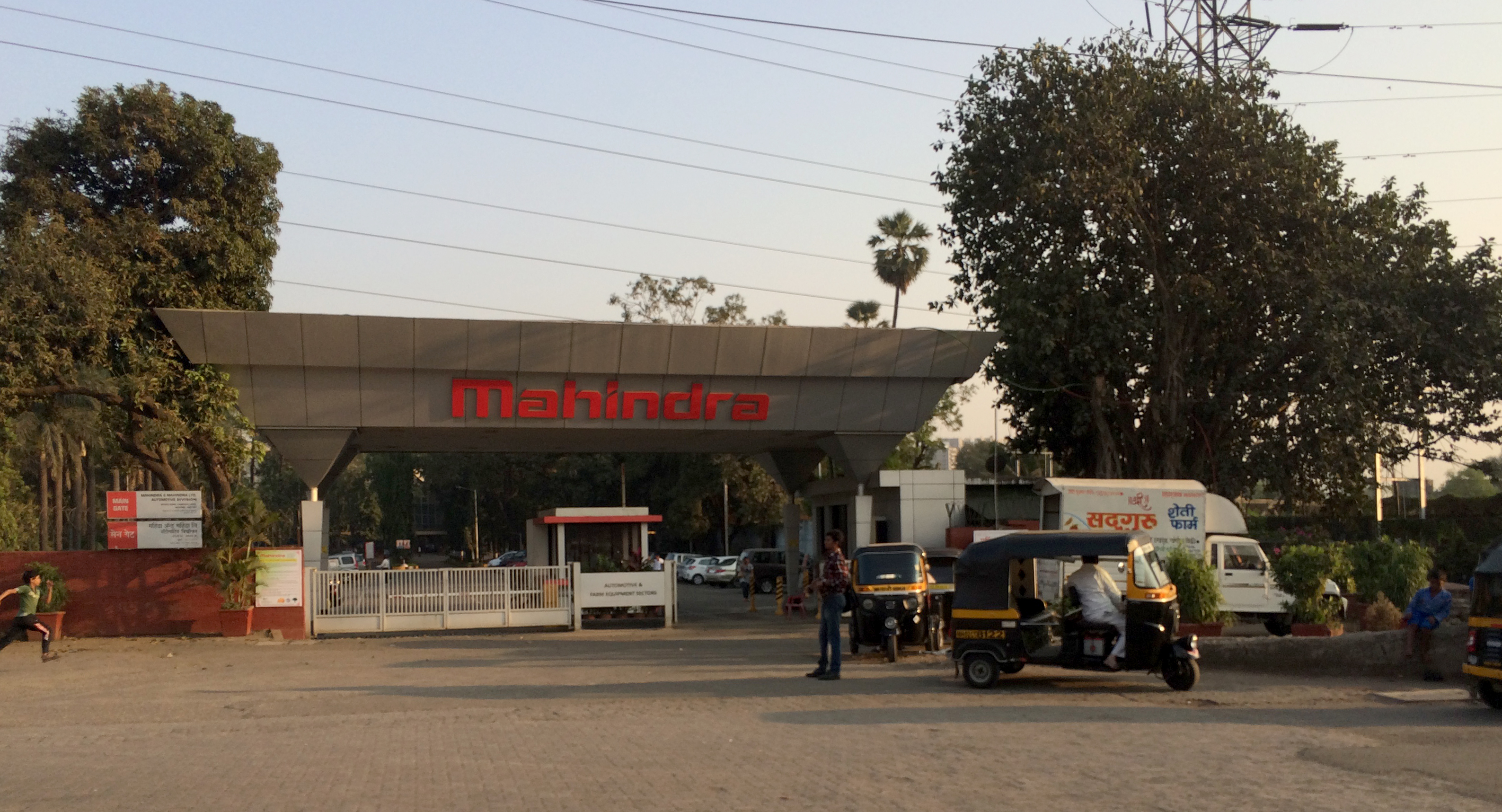
شركة سيارات ماهيدرا الهندية.
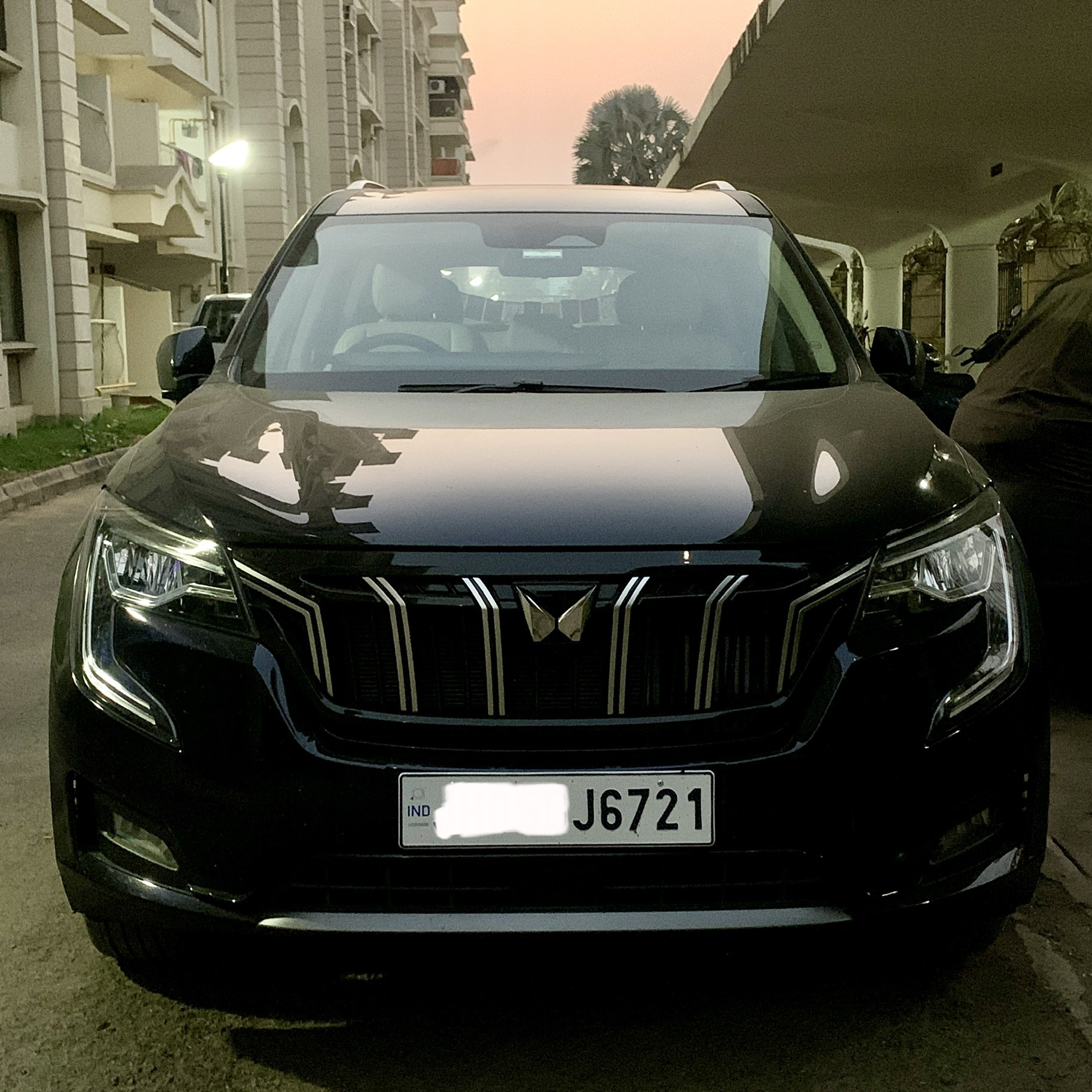
سيارة ماهيندرا
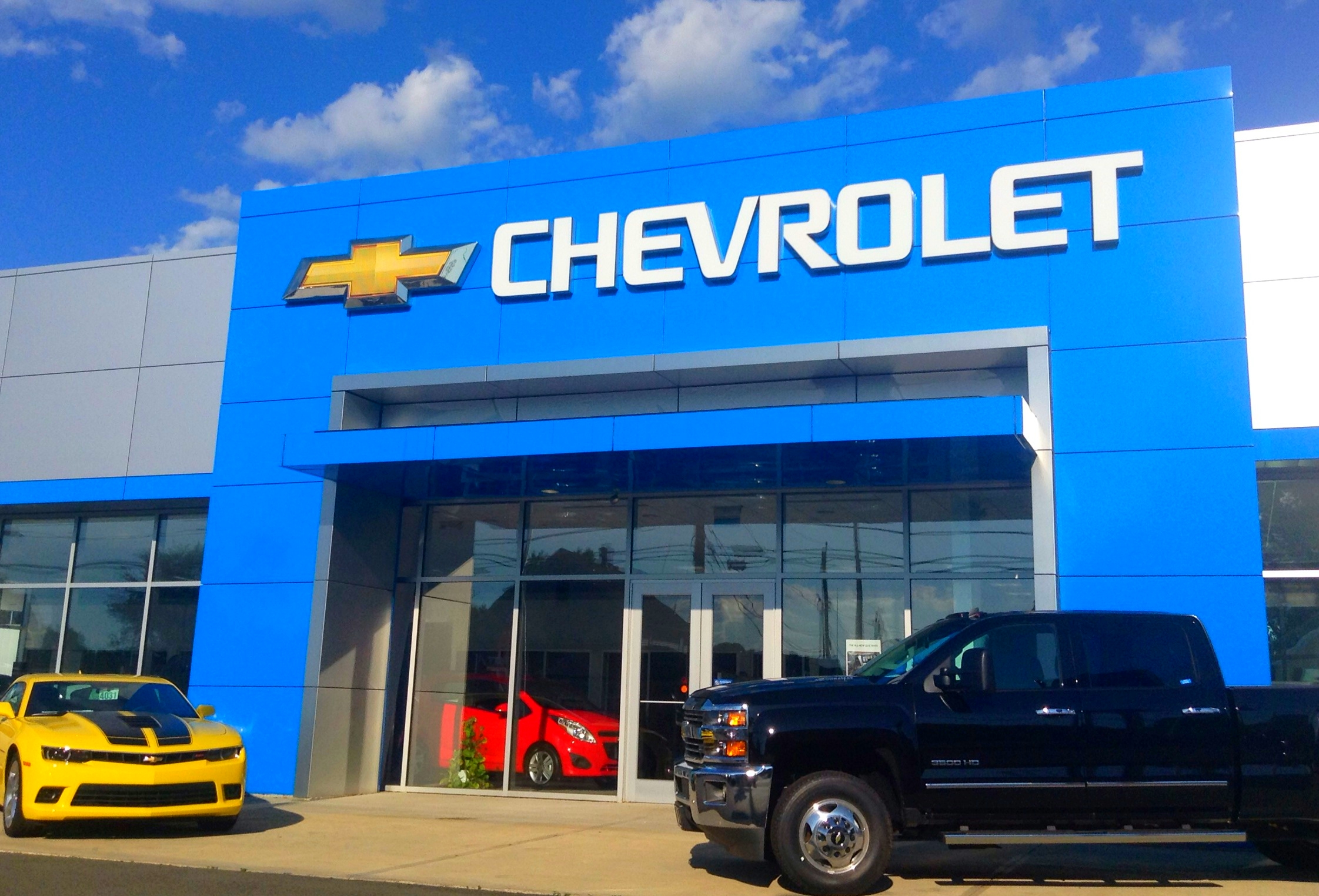
شركة شيفروليه للسيارات.
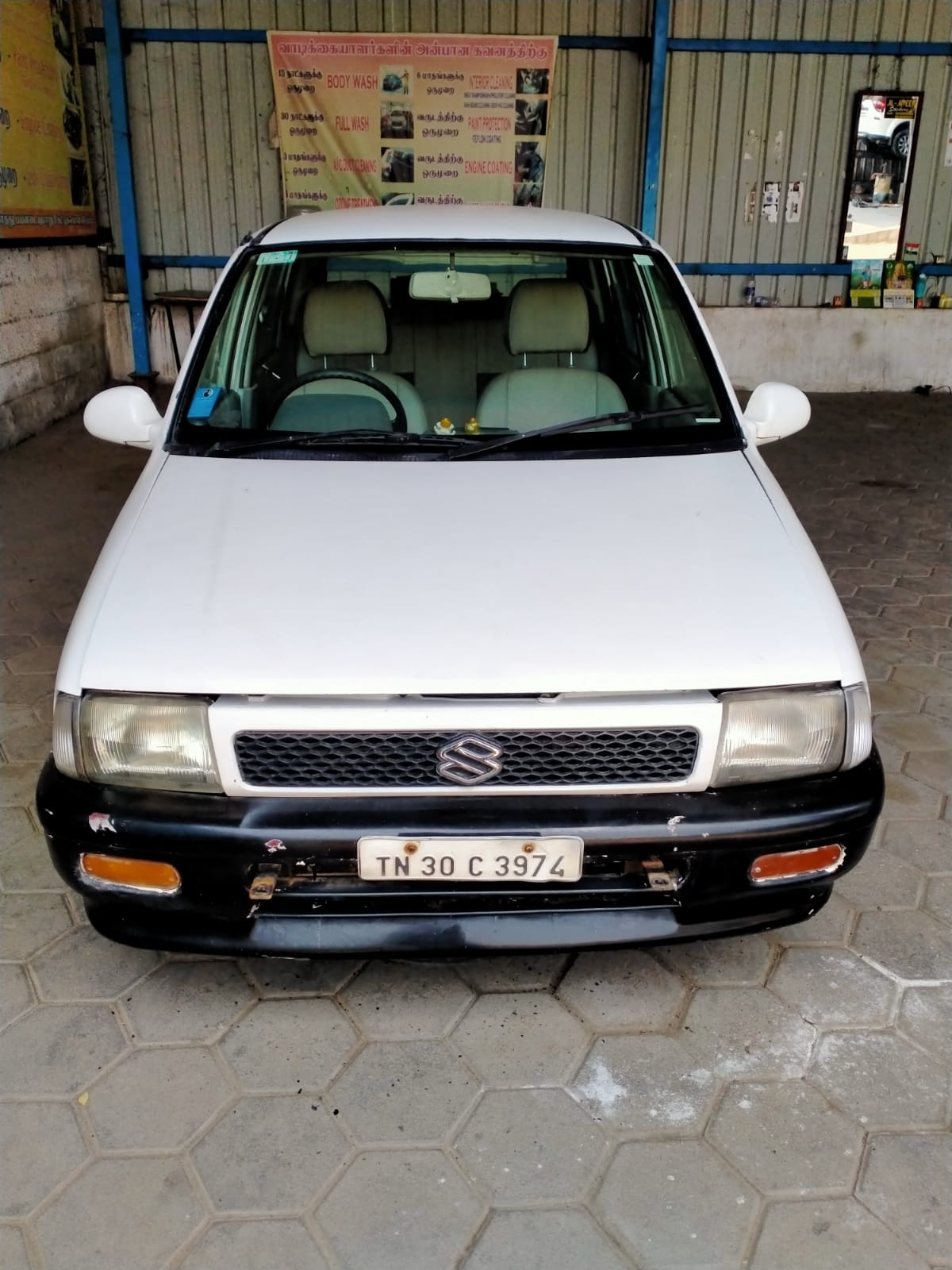
إحدى سيارات ماروتو سوزوكي.

## شركات سيارات عالمية لها وحدات تصنيع في الهند
تعد الهند وجهة مهمة لشركات السيارات العالمية فيما يتعلق بتصنيع وتصدير السيارات. العديد من الشركات العالمية قد أنشأت وحدات تصنيع في الهند للاستفادة من التكلفة العمالية المنخفضة والقدرات التصنيعية القوية في البلاد.
بعض الشركات العالمية التي تصنع سيارات في الهند تشمل:
- فولكس فاجن (Volkswagen): تمتلك فولكس فاجن وحدة تصنيع في مدينة بونها في ولاية ماهاراشترا، وتقوم بإنتاج سيارات فولكس فاجن وسيارات سكودا.
- هيونداي (Hyundai): تمتلك هيونداي وحدة تصنيع في شيناي بولاية تاميل نادو، وتقدم مجموعة واسعة من السيارات بما في ذلك آي20 وفيرنا وكريتا.
- تويوتا (Toyota): تمتلك تويوتا وحدة تصنيع في بانغالور في ولاية كارناتاكا، وتقوم بتصنيع سيارات كورولا وإيتيوس وإنوفا.
- فورد (Ford): تمتلك فورد وحدة تصنيع في مدينة تشيناي بولاية تاميل نادو، وتقدم سيارات فورد إيكوسبورت وفورد أسباير وفورد إينديفر.

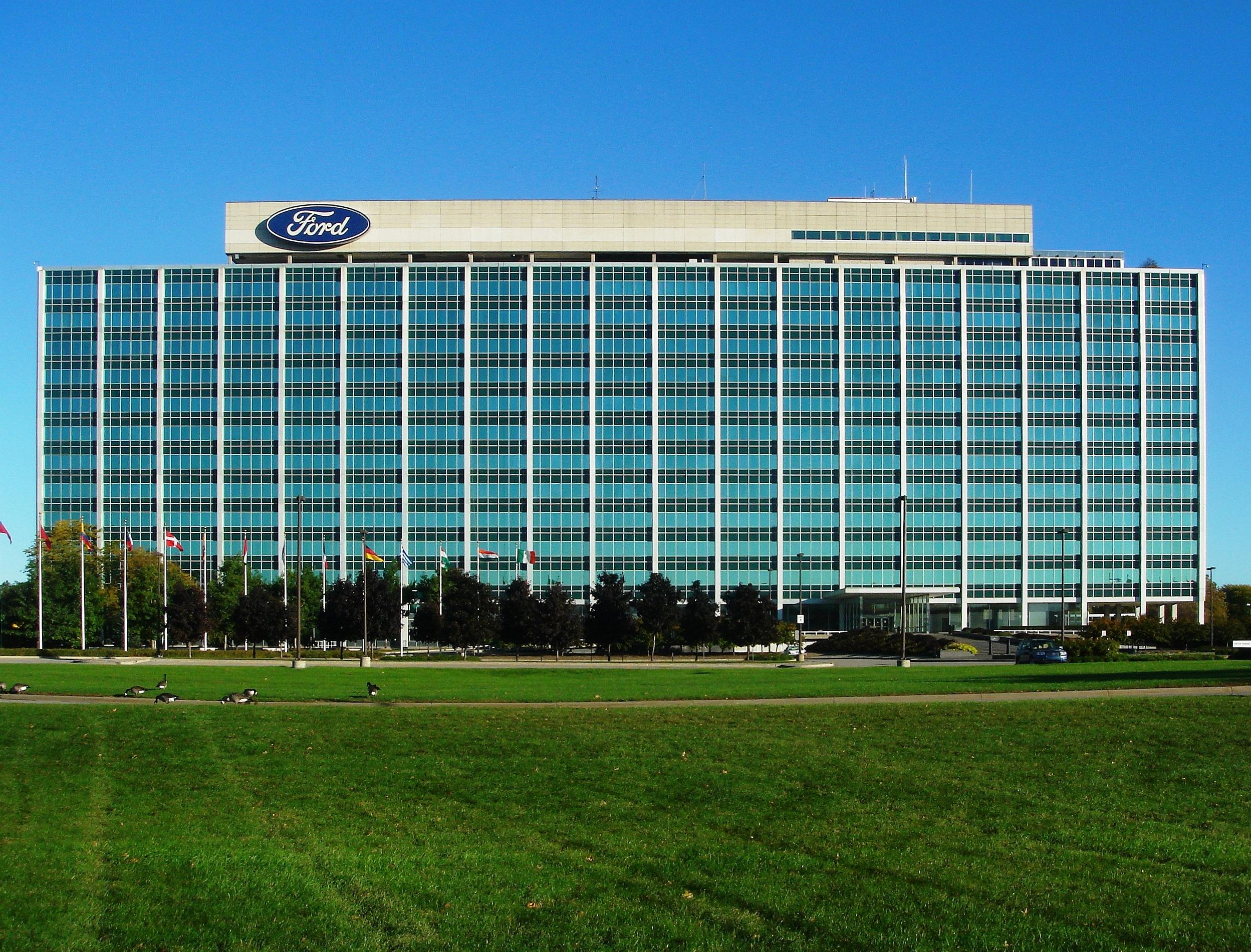
شركة فورد للسيارات.
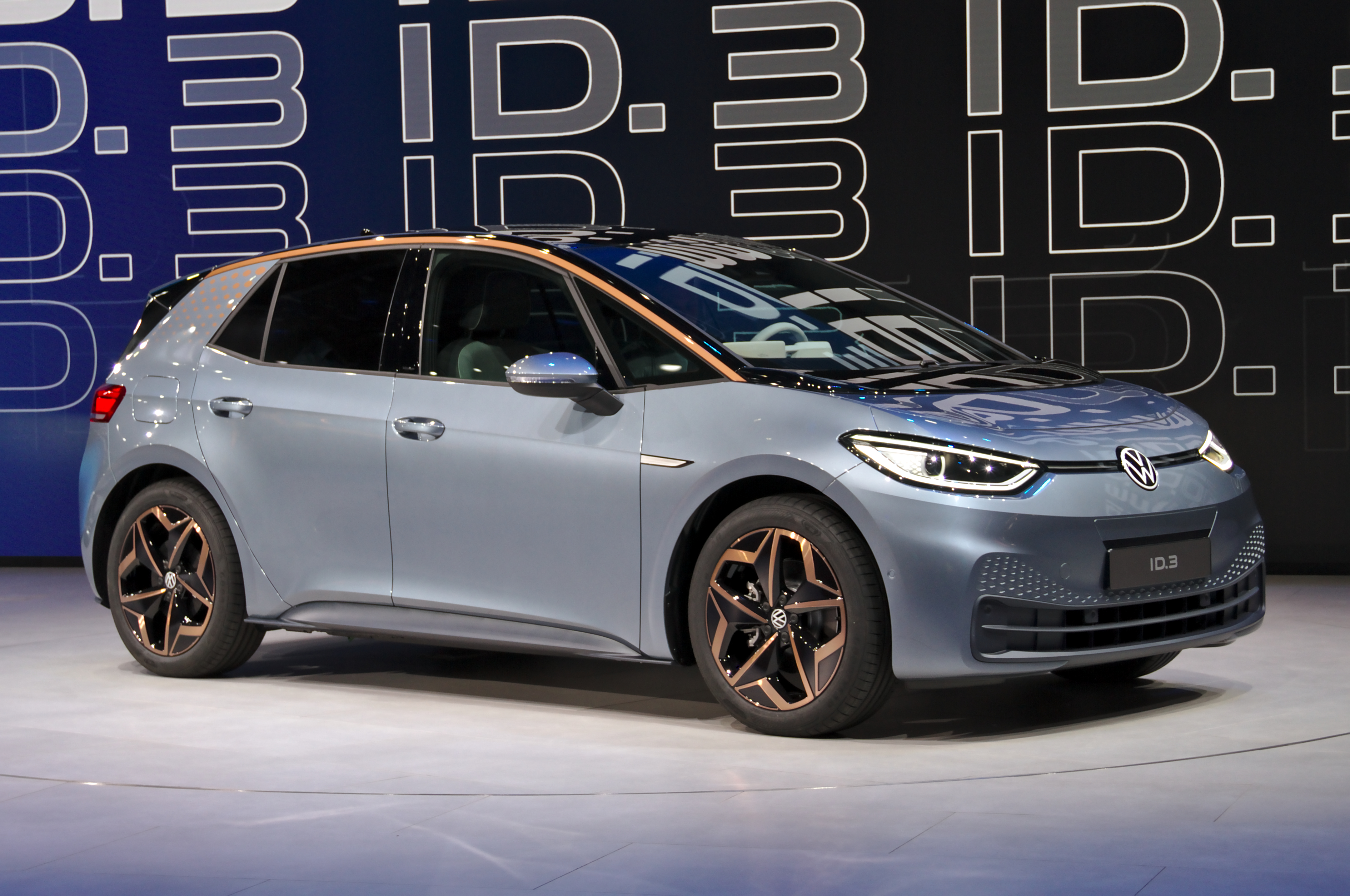
إحدى سيارات فولكسفاغن.
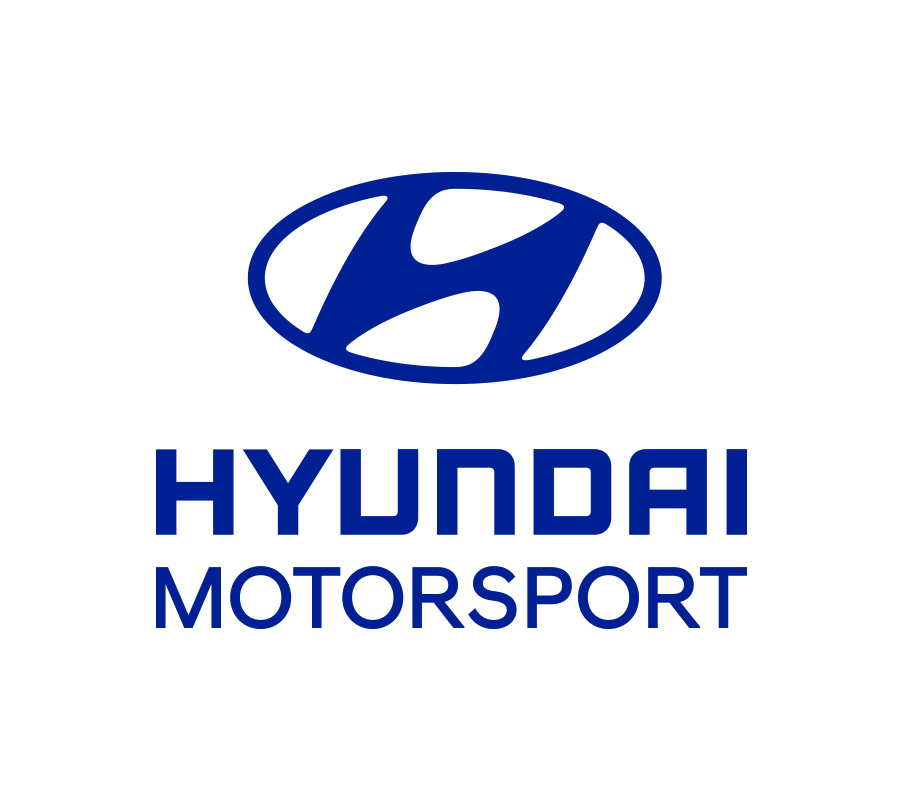
شركة هونداي للسيارات.
شعار شركة تويوتا حيث تمتلك وحدة تصنيع سيارات في الهند.
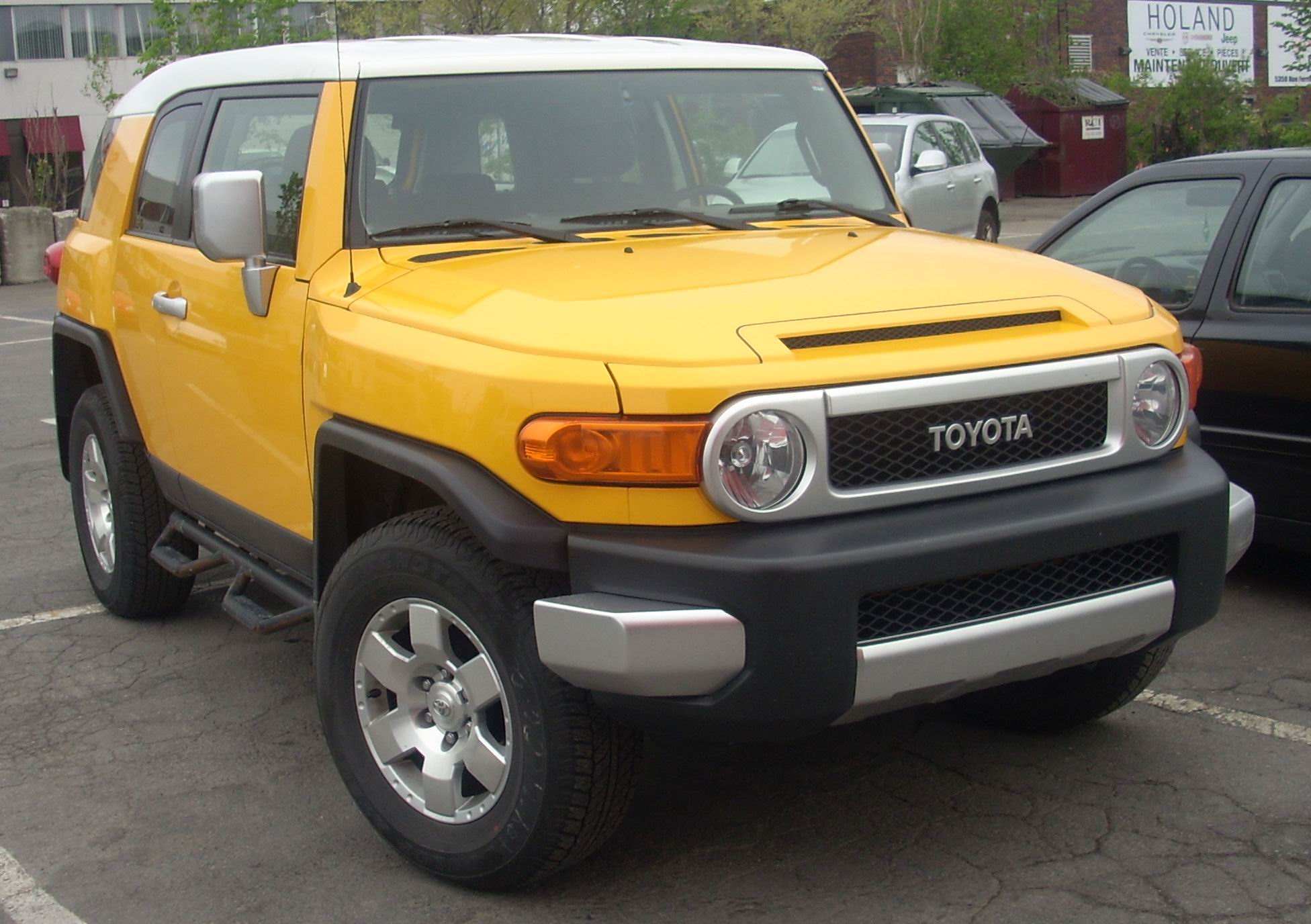
غحدى سيارات تويوتا.